# Delegace (procesní právo)
Delegace v procesním právu označuje přikázání projednávané věci jinému než místně příslušnému orgánu, pokud je to objektivně nutné nebo pokud k takovému postupu vedou jiné podstatné důvody. Delegace se ale týká jen místní příslušnosti, o věci dále jedná a rozhoduje zásadně vždy stejně věcně i funkčně příslušný orgán, jako byl ten původní. Právní úprava delegace je pro jednotlivé druhy řízení obsažena v § 12 občanského soudního řádu, § 25 trestního řádu, § 131 správního řádu a v § 18 a 77 daňového řádu.
Rozlišuje se:
- delegace nutná – nastává tehdy, pokud jsou všichni, kdo mohli u daného orgánu o věci rozhodovat, vyloučeni z jejího projednání z důvodu podjatosti
- delegace vhodná – je výjimečná (v případě soudního řízení je prolomením zásady zákonného soudce), důvodem pro ni mohou být jen takové okolnosti, které povedou k rychlejšímu, hospodárnějšímu a pro všechny účastníky řízení výhodnějšímu projednání věci, např. jestliže nebydlí v obvodu daného orgánu a cestování k němu jim přináší mimořádné komplikace

O přikázání věci rozhoduje vždy orgán, který je oběma soudům, správním orgánům nebo správcům daně společně nadřízen. Např. v případě delegace k jinému okresnímu soudu to bude krajský soud, pokud se oba budou nacházet v jeho obvodu, jinak by rozhodoval vrchní soud. Pokud by se ale oba nacházely v obvodu jiného vrchního soudu, rozhodoval by až Nejvyšší soud.